# Anomiopus howdeni
Anomiopus howdeni là một loài bọ cánh cứng trong họ Bọ hung (Scarabaeidae).